# Southside (Texas)
Southside è il primo album in studio del gruppo musicale scozzese Texas, pubblicato il 13 marzo 1989.

## Descrizione
L'album è stato prodotto da Tim Palmer.

## Tracce
1. I Don't Want a Lover – 5:00
2. Tell Me Why – 3:59
3. Everyday Now – 4:35
4. Southside – 1:57
5. Prayer for You – 4:46
6. Faith – 4:20
7. Thrill Has Gone – 4:23
8. Fight the Feeling – 3:34
9. Fool for Love – 4:08
10. One Choice – 4:06
11. Future Is Promises – 4:14